# Morti nel 1989/Marzo
| Questa pagina contiene informazioni ricavate automaticamente dalle voci biografiche con l'ausilio del template Bio e di un bot. L'aggiornamento è periodico e automatico e ricostruisce completamente la pagina. Se manca una persona in questa lista, sei pregato di non aggiungerla, ma accertati piuttosto che la sua voce biografica contenga il template Bio e che i dati anagrafici siano correttamente compilati. Se il template Bio manca, inseriscilo tu stesso o, in alternativa, metti l'avviso {{tmp\|Bio}} che ne segnala la mancanza. Se i dati riportati sono sbagliati, correggi direttamente la voce biografica; le modifiche saranno visibili in questa lista entro pochi giorni. Per chiarimenti vedi il progetto biografie. La lista contiene solo le 91 persone che sono citate nell'enciclopedia e per le quali è stato implementato correttamente il template Bio. Pagina aggiornata al 3 mar 2024. |

- 1º marzo - Sammy Moore, pallanuotista irlandese (n. 1900)
- 1º marzo - André Muffang, scacchista francese (n. 1897)
- 2 marzo - Luigi Firpo, storico, traduttore e politico italiano (n. 1915)
- 2 marzo - Tamás Kertész, calciatore ungherese (n. 1929)
- 2 marzo - Carlo Quintavalle, giornalista e scrittore italiano (n. 1932)
- 3 marzo - Stanisław Szmajzner, superstite dell'Olocausto e partigiano polacco (n. 1927)
- 3 marzo - Karl Felderer, paroliere italiano (n. 1895)
- 3 marzo - Kenneth Hegan, calciatore inglese (n. 1901)
- 3 marzo - Walter Lazzaro, pittore, attore e docente italiano (n. 1914)
- 4 marzo - Tiny Grimes, chitarrista statunitense (n. 1916)
- 4 marzo - Gabriel Taltavull, calciatore e allenatore di calcio spagnolo (n. 1921)
- 6 marzo - Harry Andrews, attore britannico (n. 1911)
- 6 marzo - Julian Hosking, ballerino britannico (n. 1953)
- 6 marzo - Franca Marzi, attrice italiana (n. 1926)
- 7 marzo - Youssef Abou Ouf, cestista egiziano (n. 1924)
- 7 marzo - Nino Milano, attore italiano (n. 1920)
- 7 marzo - Judson Philips, scrittore statunitense (n. 1903)
- 7 marzo - Otto Stenzel, musicista, direttore d'orchestra e compositore tedesco (n. 1903)
- 7 marzo - Guillaume de Tarde, scrittore e economista francese (n. 1885)
- 8 marzo - Elisaveta Ivanovna Bykova, scacchista sovietica (n. 1913)
- 8 marzo - Albert De Roocker, schermidore belga (n. 1904)
- 8 marzo - Charles Exbrayat, scrittore francese (n. 1906)
- 8 marzo - Alla Ilchun, modella kazaka|Cittadinanza=cinese (n. 1926)
- 8 marzo - Luigi Rovati, pugile italiano (n. 1904)
- 9 marzo - Raymond K. Beahan, militare statunitense (n. 1918)
- 9 marzo - Robert Mapplethorpe, fotografo statunitense (n. 1946)
- 9 marzo - Hilda Strike, velocista canadese (n. 1910)
- 10 marzo - Alessandro Fè d'Ostiani, pittore e tennista italiano (n. 1911)
- 10 marzo - Vincenzo Franciosi, ingegnere italiano (n. 1925)
- 10 marzo - Selwyn Jepson, scrittore, sceneggiatore e regista inglese (n. 1899)
- 10 marzo - Maurizio Merli, attore italiano (n. 1940)
- 11 marzo - William Challee, attore statunitense (n. 1904)
- 11 marzo - John J. McCloy, avvocato, diplomatico e banchiere statunitense (n. 1895)
- 12 marzo - Bonaparte Colombo, matematico italiano (n. 1902)
- 12 marzo - Maurice Evans, attore britannico (n. 1901)
- 12 marzo - Sarge Ferris, giocatore di poker statunitense (n. 1928)
- 12 marzo - Clelia Gatti Aldrovandi, arpista italiana (n. 1901)
- 12 marzo - Carlos Terry, cestista statunitense (n. 1956)
- 12 marzo - Luigi Tosi, attore italiano (n. 1915)
- 13 marzo - Carl Dahlhaus, musicologo tedesco (n. 1928)
- 13 marzo - Jo Mommers, calciatore olandese (n. 1927)
- 13 marzo - Dino Villani, pubblicitario, pittore e incisore italiano (n. 1898)
- 14 marzo - Edward Abbey, scrittore statunitense (n. 1927)
- 14 marzo - Francesco Paolo Bonifacio, politico e giurista italiano (n. 1923)
- 14 marzo - Zita di Borbone-Parma, imperatrice austriaca (n. 1892)
- 14 marzo - Happy Humphrey, wrestler statunitense (n. 1926)
- 14 marzo - Joseph Marie Đinh Bỉnh, vescovo cattolico vietnamita (n. 1923)
- 15 marzo - Vasilij Stepanovič Alendeev, poeta, drammaturgo e romanziere sovietico (n. 1919)
- 15 marzo - Manlio Di Rosa, schermidore italiano (n. 1914)
- 15 marzo - Emilio Sarzi Amadé, partigiano e giornalista italiano (n. 1925)
- 16 marzo - Edoardo Toscano, mafioso italiano (n. 1953)
- 16 marzo - Jesús María de Leizaola, politico spagnolo (n. 1896)
- 17 marzo - Merritt Butrick, attore statunitense (n. 1959)
- 18 marzo - Harold Jeffreys, matematico, astronomo e statistico inglese (n. 1891)
- 18 marzo - Piet Kruiver, calciatore olandese (n. 1938)
- 19 marzo - Normie Glick, cestista statunitense (n. 1927)
- 20 marzo - Archie Bleyer, arrangiatore, direttore d'orchestra e compositore statunitense (n. 1909)
- 20 marzo - Vincenzo Grasso, imprenditore italiano
- 20 marzo - Mogens Lüchow, schermidore danese (n. 1918)
- 20 marzo - Dina Sfat, attrice brasiliana (n. 1939)
- 21 marzo - David Cairns, V conte Cairns, ammiraglio inglese (n. 1909)
- 21 marzo - Agide Fava, cestista, allenatore di pallacanestro e dirigente sportivo italiano (n. 1923)
- 21 marzo - Milton Frome, attore statunitense (n. 1909)
- 21 marzo - Raymond Herbaux, sollevatore francese (n. 1919)
- 21 marzo - Cesare Musatti, psicologo, psicoanalista e filosofo italiano (n. 1897)
- 22 marzo - Herzeleide di Prussia, nobile (n. 1918)
- 23 marzo - George Marthins, hockeista su prato indiano (n. 1905)
- 24 marzo - Renzo Avanzo, sceneggiatore, produttore cinematografico e attore italiano (n. 1911)
- 25 marzo - Reginald Le Borg, regista austriaco (n. 1902)
- 25 marzo - Emanuele Rapisarda, latinista italiano (n. 1900)
- 26 marzo - Maris Liepa, ballerino e direttore artistico lettone (n. 1936)
- 26 marzo - Giuseppe Rovella, scrittore, drammaturgo e filosofo italiano (n. 1926)
- 26 marzo - Asbjørn Ruud, saltatore con gli sci norvegese (n. 1919)
- 27 marzo - May Allison, attrice statunitense (n. 1890)
- 27 marzo - Antonio Mambriani, matematico italiano (n. 1898)
- 27 marzo - Cláudio Santoro, compositore, direttore d'orchestra e violinista brasiliano (n. 1919)
- 27 marzo - Jack Starrett, attore e regista statunitense (n. 1936)
- 28 marzo - Joseph Adetunji Adefarasin, magistrato, giurista e attivista nigeriano (n. 1921)
- 28 marzo - Vittorio Aicardi, politico italiano (n. 1919)
- 28 marzo - Vittorino Carra, politico italiano (n. 1927)
- 28 marzo - Josiah Zion Gumede, politico zimbabwese (n. 1919)
- 28 marzo - Madeleine Ozeray, attrice belga (n. 1908)
- 28 marzo - Patrick Vallençant, scialpinista e alpinista francese (n. 1946)
- 28 marzo - Robert J. Wilke, attore e stuntman statunitense (n. 1914)
- 29 marzo - Bernard Blier, attore francese (n. 1916)
- 29 marzo - Ferdinand Brickwedde, fisico statunitense (n. 1903)
- 29 marzo - Fernand Gambiez, generale e storico francese (n. 1903)
- 29 marzo - Aljaksandr Prakapenka, calciatore sovietico (n. 1953)
- 30 marzo - Mike Sekowsky, fumettista statunitense (n. 1923)
- 30 marzo - Arto Tolsa, calciatore finlandese (n. 1945)
- 31 marzo - Hugh Alessandroni, schermidore statunitense (n. 1908)